# Alta croce

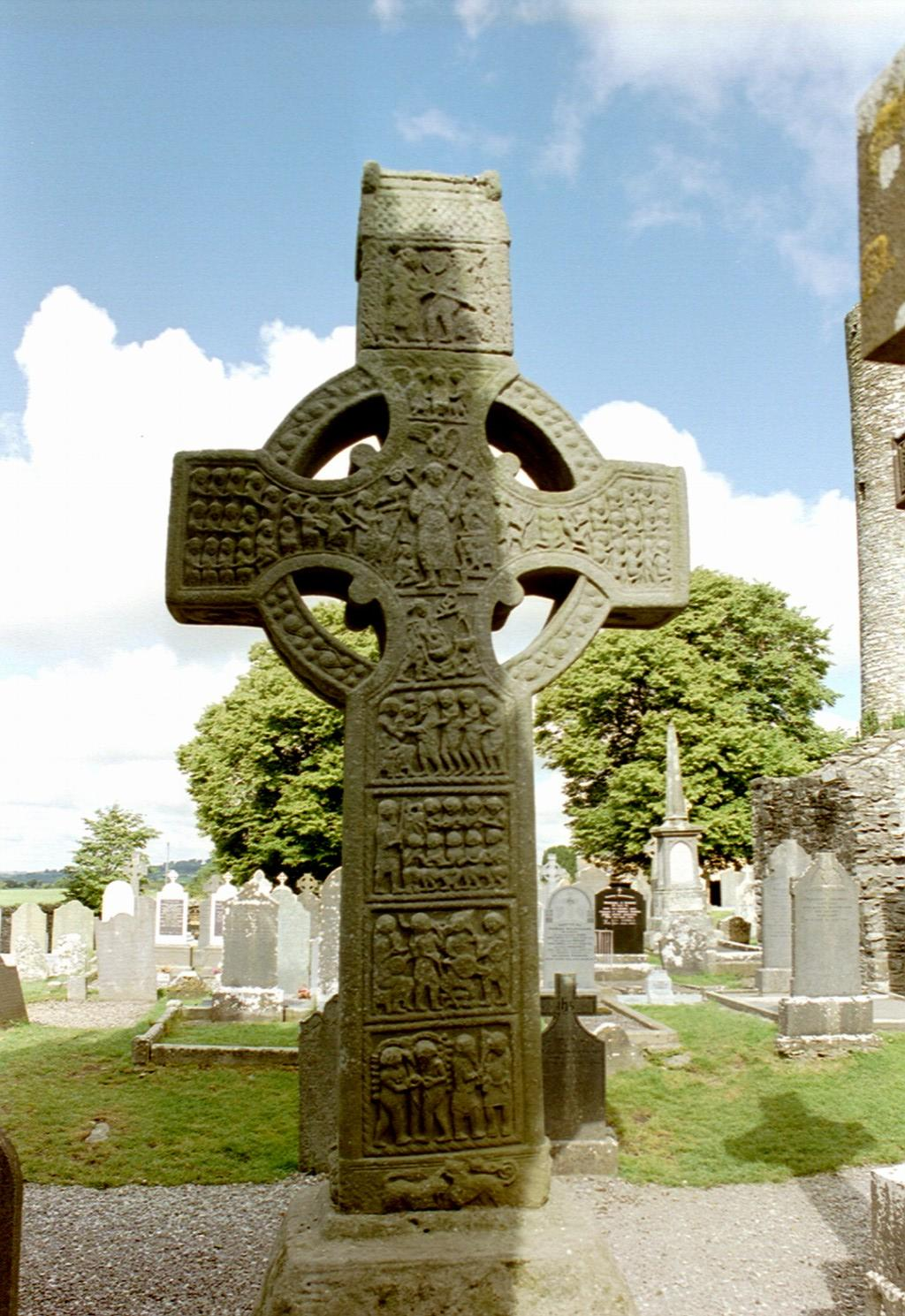
Croce di Muiredach, Monasterboice, IX o X secolo

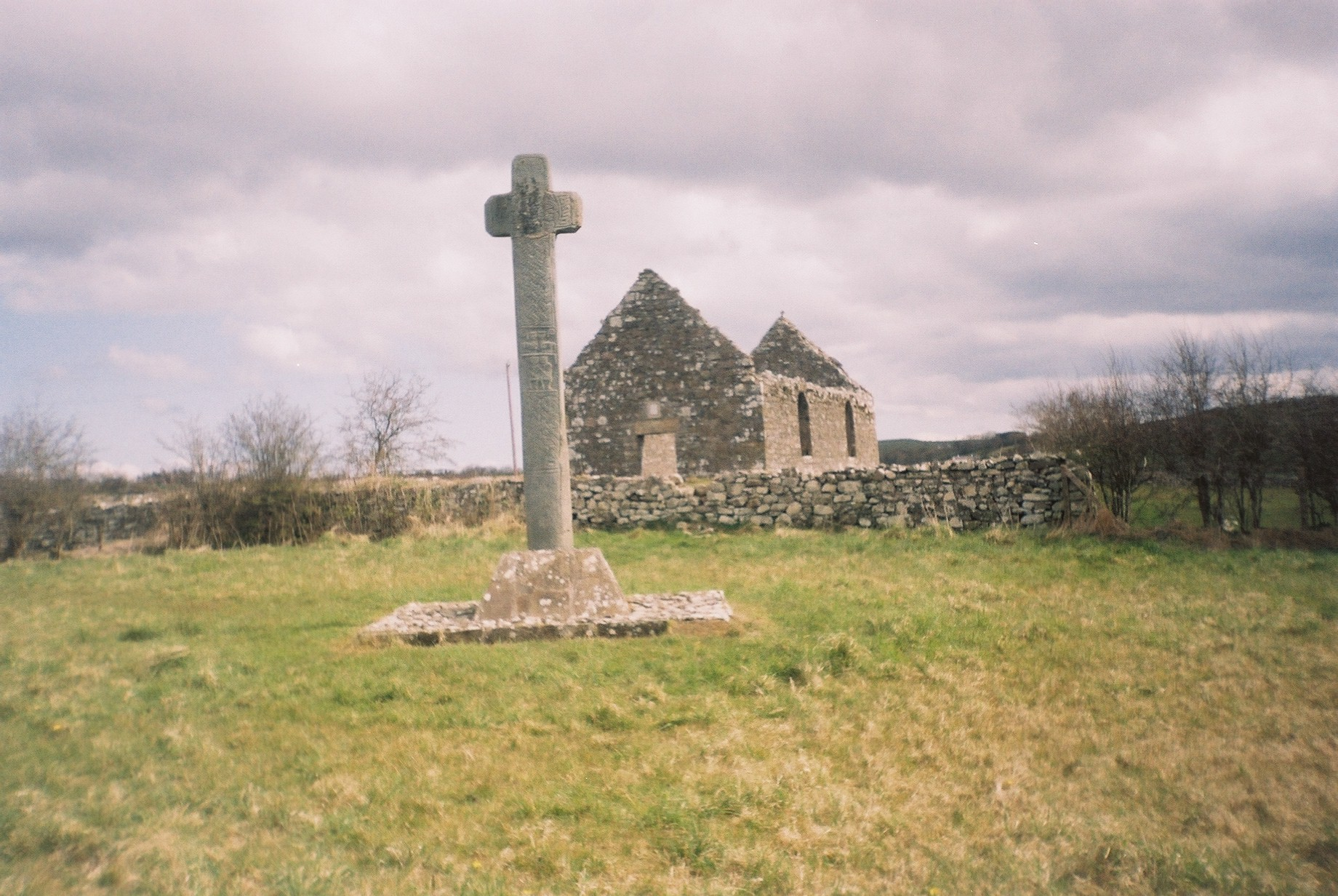
Un esempio più semplice a Culdaff, Contea di Donegal, Irlanda

Una alta croce detta talvolta impropriamente croce astile (in irlandese: cros ard / ardchros, in gaelico scozzese: crois àrd / àrd-chrois, in gallese: croes uchel / croes eglwysig) è una croce cristiana in pietra eretta solitaria in un luogo e spesso riccamente decorata e scolpita. Essa è un lato tipico della prima tradizione medievale di Irlanda e Britannia, spesso in luoghi aperti. Questa fu probabilmente l'unione della tradizione di realizzare croci in legno unitamente alla memoria delle pietre memoriali celtiche pagane; le pietre pitiche di Scozia ne possono aver influenzato la forma. I primi esempi giunti fino a noi risalgono all'epoca dell'anglosassone regno di Northumbria, che venne convertito al cristianesimo per opera di missionari irlandesi; non è chiaro se tale tradizione abbia preso piede prima in Irlanda o in Britannia.
Le decorazioni a rilievo presenti sono un misto di figure religiose e decorazioni come nodi celtici, tralci d'uva e decorazioni tipici anche dei manoscritti minati. Queste decorazioni erano solitamente dipinte, ma su croci esposte all'aperto, si pensò di rendere tali decorazioni più durature scolpendole così da lasciar intuire maggiormente anche il chiaroscuro delle varie scene.
Le croci più antiche erano solitamente alte circa due metri, anche se esempi più tardi in Irlanda giungono anche ai tre metri. Gli esempi anglosassoni di solito si presentano più fini rispetto a quelli irlandesi, ma possono per contro essere grandi; le croci realizzate nella Northumbria sono contraddistinte da una presenza maggiore di decorazioni ornamentali più che di figure. Le croci spesso, ma non obbligatoriamente, presentano un anello di pietra all'altezza dell'intersezione dei due bracci, formando così una croce celtica. Il termine "alta croce" è in particolare utilizzato per descrivere gli esemplari presenti in Irlanda e Scozia ma la tradizione prosegue anche in variazioni regionali.
Alcune croci vennero erette appena fuori da chiese o monasteri, lungo alcune strade o per segnalare luoghi importanti, a incroci di strade o a segnare vie sacre. Quando queste iniziarono ad essere utilizzate come croci di preghiera, vennero spesso spostate dalle loro collocazioni originarie. Nel XIX vi fu un revival celtico di croci con decorazioni di stile insulare per tombe e memoriali che si trovano ancora oggi in diverse parti del mondo.

## Irlanda e Gran Bretagna
.

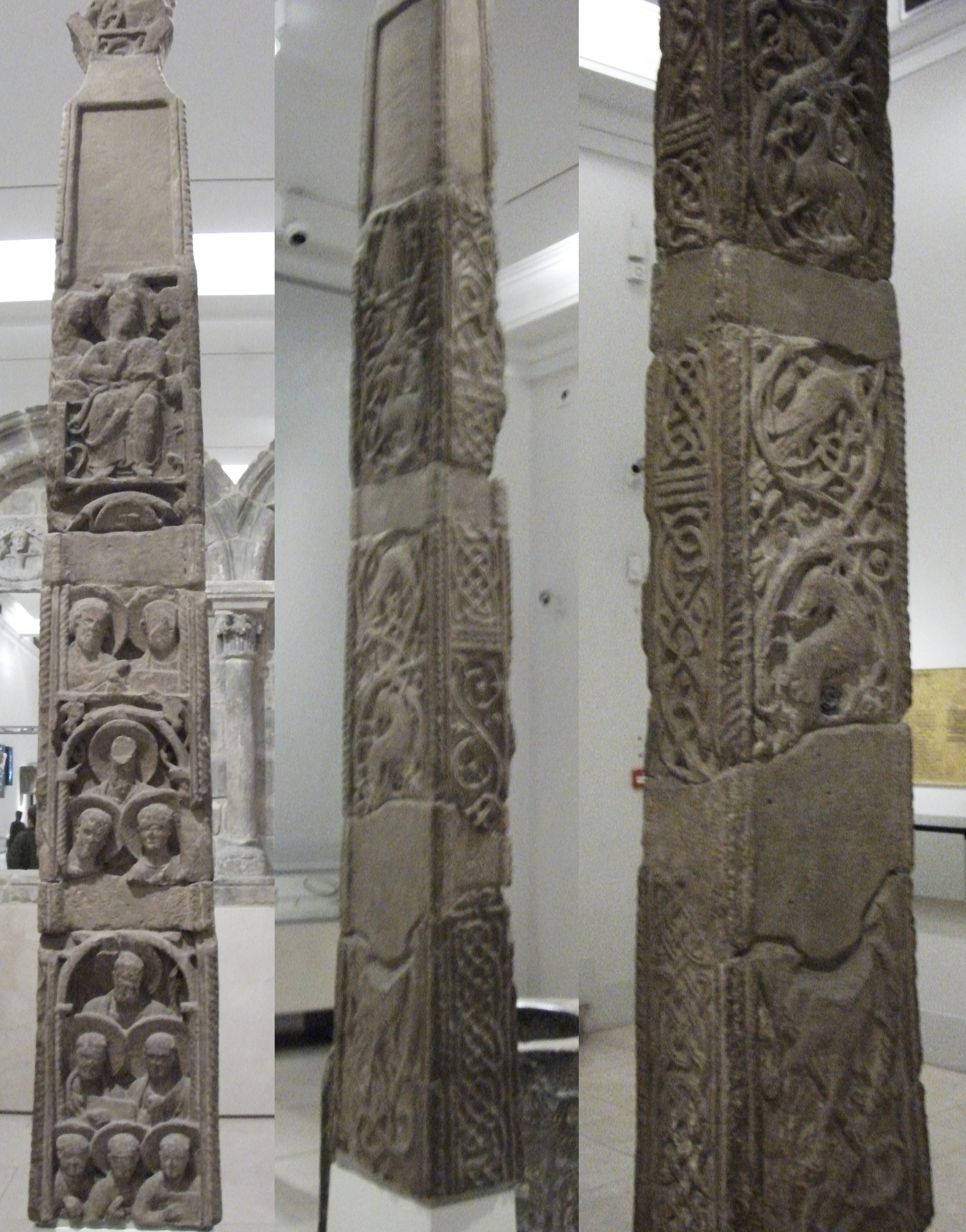
Tre vedute della northumbriana Easby Cross c. 800–820

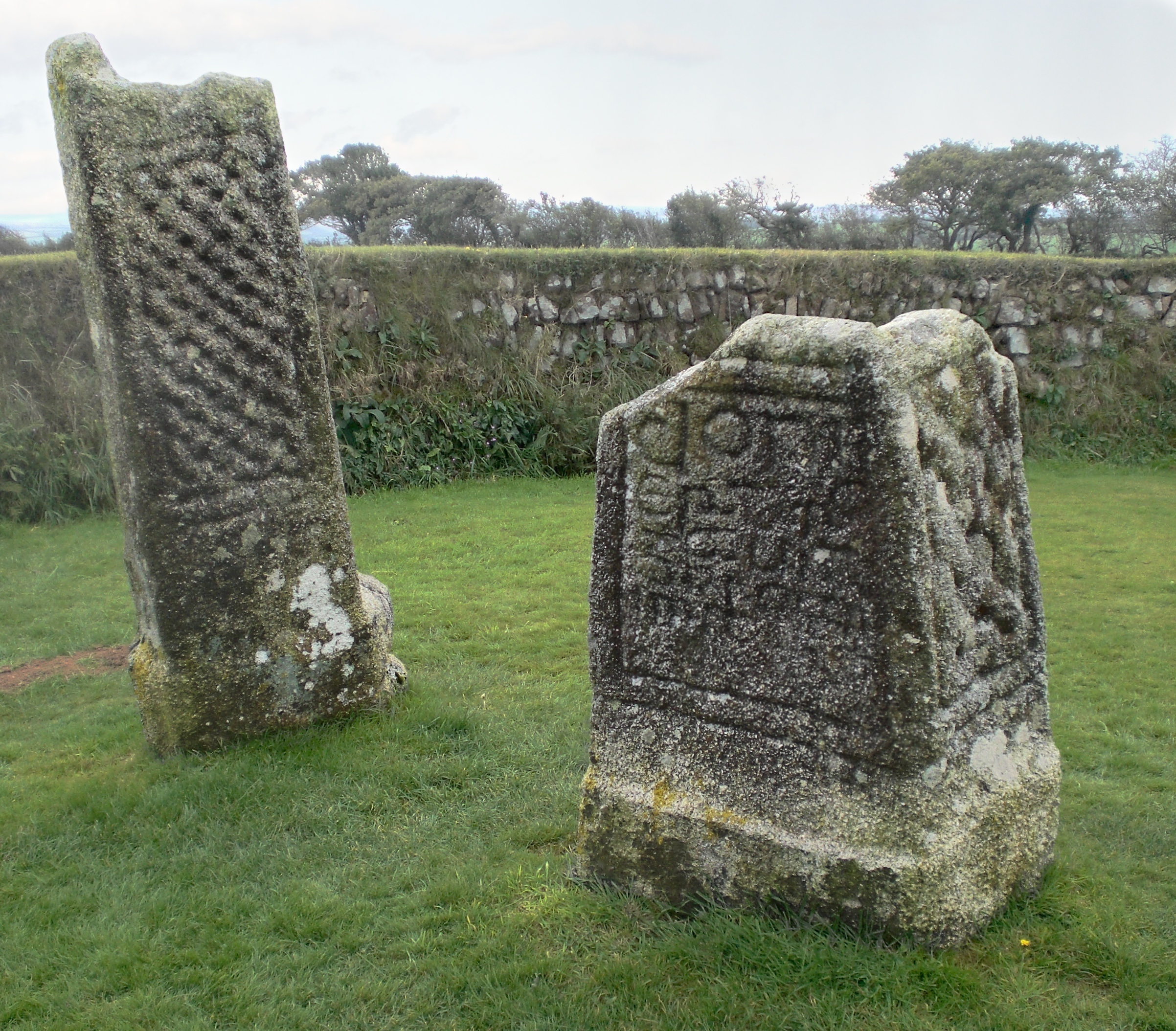
King Doniert's Stone nella Cornovaglia orientale, IX secolo

Le alte croci sono uno dei primi lavori monumentali dell'Arte insulare e le testimonianze più chiare del cristianesimo celtico. Non vi sono per contro esempi delle prime croci realizzate che probabilmente dovevano essere in legno o ferro. Sant'Adomnán, Abate di Iona che morì nel 704, fa menzione di croci del genere in legno, poi rimpiazzate da versioni in pietra. La più antica tra le croci ancora oggi erette si trova a Carndonagh, Donegal, che venne probabilmente realizzata dai missionari di Iona che dovettero lasciare la città a causa dei razziatori vichinghi. Alte croci risalenti al VII secolo si trovano in Northumbria e si trovano in ottime condizioni, come pure a Ruthwell e Bewcastle, nell'Ossory occidentale in Irlanda, Iona o la Kildalton Cross a Islay, che sono dell'VIII secondo. L'alta croce si diffuse successivamente nel resto delle isole britanniche incluse le aree celtiche del Galles, del Devon, della Britannia e della Cornovaglia, dove iscrizioni ogham indicano presenza irlandese, mentre altri esempi si possono trovare anche nell'Europa Continentale ed in particolare nelle aree dove operarono i missionari insulari.
Gran parte delle alte croci irlandesi presenta una forma di croce celtica e sono generalmente più larghe e massicce delle altre, con decorazioni di figure più diffuse. Questa tipologia oggi si dice sia maggiormente diffusa in Irlanda ma non si sa con certezza se queste forme artistiche abbiano qui avuto una specifica origine perché pare che molte potessero trovarsi anche in Britannia ma che vennero distrutte o danneggiate per iconoclastia durante il periodo della Riforma protestante. L'anello inizialmente serviva per rafforzare la parte apicale delle croci, ma successivamente divenne anch'esso un elemento decorativo.
Le alte croci erano un simbolo di status, sia per un monastero o per un patrono, e nel contempo erano croci di preghiera. Alcune riportano delle iscrizioni per ricordare il donatore che le commissionò, come nel caso della Muiredach's High Cross e della Bewcastle Cross. Le più antiche croci dell'VIII-IX secolo presentano solo ornamenti, mentre a partire dal IX-X secolo iniziano a presentare le prime figure (solitamente la figura di Cristo crocifisso al centro). Alcuni esempi tardi irlandesi presentano figure ad altezza naturale incise in altorilievo. La tradizione irlandese venne a meno nel XII secolo, rimanendo tale sino al XIX secolo quando il revival celtico riprese l'uso di queste croci per tombe e luoghi di culto.
Le alte croci anglosassoni invece erano più esili di quelle irlandesi, con forma spesso quasi quadrangolare, come nel caso della Ruthwell Cross e della Bewcastle Cross, erano geograficamente vicine alle aree della chiesa celtica e per questo molte si presentavano comunque di notevoli dimensioni come nel caso delle Sandbach Crosses. Le parti finali tendevano ad essere più piccole del normale e spesso non presentavano l'anello delle croci celtiche, anche se ad oggi la maggior parte delle parti finali di queste croci non ci è giunta integra. Le decorazioni anglosassoni, spesso realizzate in altorilievo, combinano pannelli di foglie di vite con nodi celtici ed in alcuni casi anche con iscrizioni.
Dopo l'invasione dei vichinghi, la popolazione norica del Danelaw adottò la forma, e un gran numero di croci iniziarono a combinare immagini cristiane con figure dei riti pagani norici, fatto che pare venne tollerato dalla chiesa locale ed adottato infine come metafora del periodo di conversione in atto. La Gosforth Cross, un raro esempio di croce completa del periodo in Inghilterra, ne è un chiaro esempio. Dal X secolo iniziarono a diffondersi i tipici esempi presenti nella serie delle croci di Dartmoor ma in granito che spesso risultava molto più duraturo della pietra locale.

## Scandinavia
La tradizione di elevare alte croci apparve al tempo degli insediamenti norici nelle isole britanniche quando incontrò la cultura cristiana. Una croce frammentaria è stata scoperta a Granhammar nella parrocchia di Vintrosa a Närke, Svezia e testimonia la presenza della missione inglese nelle province della Svezia centrale. In Norvegia le tradizioni britanniche vennero più facilmente recepite e ad oggi sono state reperite circa 60 croci in pietra, ma solo quattro di esse possono essere datate all'epoca dei vichinghi grazie alle iscrizioni runiche su di esse. Molte croci vennero probabilmente erette su tombe pagane quando la famiglia veniva battezzata. La tradizione delle alte croci fu probabilmente quella che consentì una diffusione maggiore dell'alfabeto runico in Svezia.

## Croci famose
Tra le più famose vi sono:

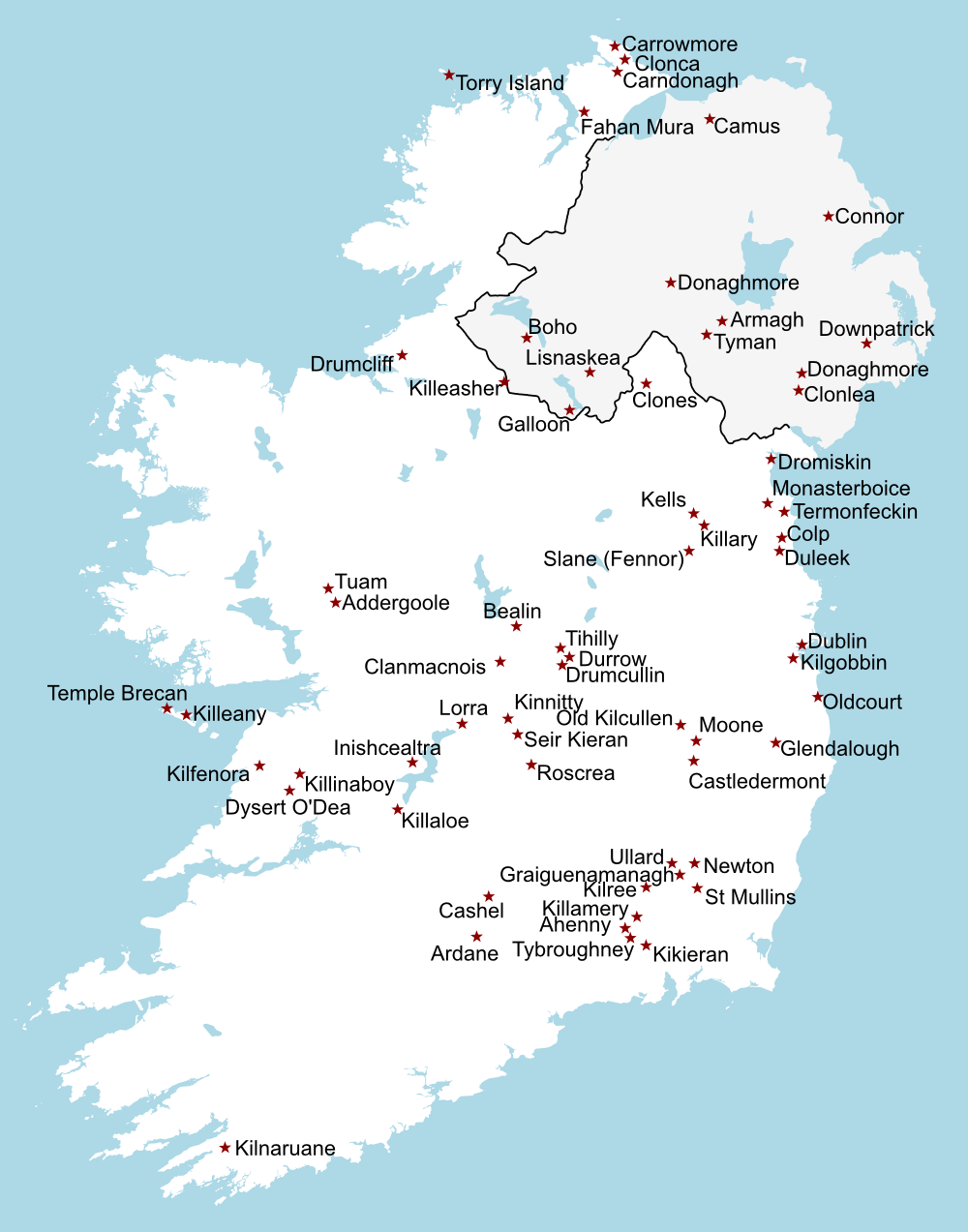
Collocazione delle alte croci in Irlanda.

- Croce di Muiredach e West Cross a Monasterboice, Contea di Louth
- Le croci di Clonmacnoise: Croce delle Scritture (l'originale del IX secolo si trova in un museo, ma sul sito originale è presente una copia), e la North e la South Crosses.
- The Nether (o Lower) Cross, croce di granito del IX secolo con ornamenti, nel cimitero della Chiesa di San Canice, qui posta da San Canice, villaggio di Finglas, Dublino. La croce venne tratta dalla sua collocazione originaria presso l'Abbazia di San Canice e sepolta per prevenirne la distruzione ad opera delle forze cromwelliane nel 1649. Venne ritrovata intatta 160 anni dopo e portata nell'attuale posizione.
- L'anglosassone Ruthwell Cross in Scozia, VIII secolo, con grandi figure.
- L'anglosassone Bewcastle Cross in Northumbria
- L'anglosassone Irton Cross, che mostra affinità con lo stile di Bewcastle
- La pitica/altomedievale Dupplin Cross a Strathearn, Scozia
- La pitica/altomedievale Camus Cross ad Angus, Scozia

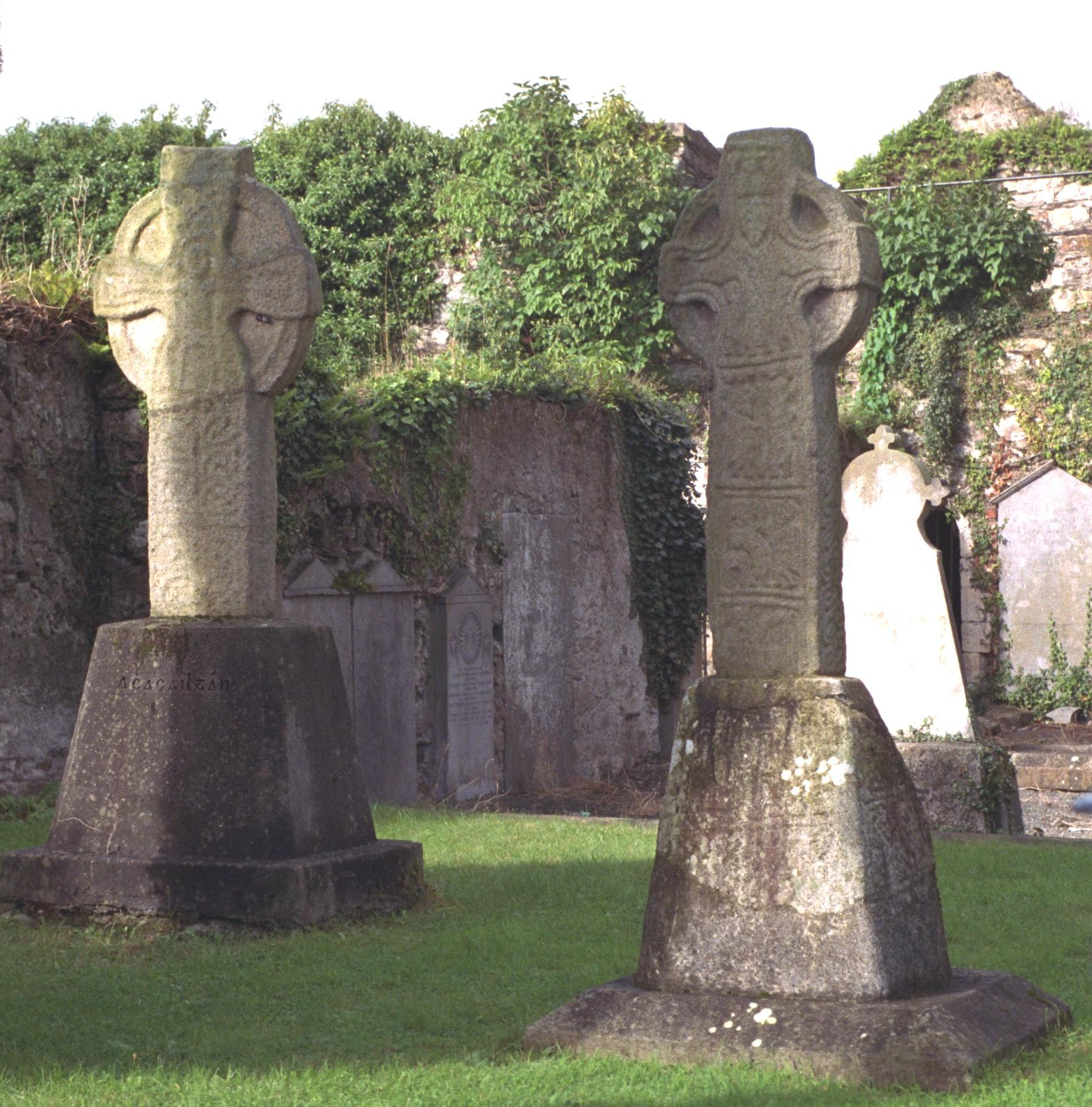
Croci di Graiguenamanach, Kilkenny

- Classico esempio di una croce pitica del IX secolo: Aberlemno 2 e 3 a Aberlemno, Angus
- La Kildalton Cross di Hebrides, VIII secolo
- L'Abbazia di Iona ha due croci, con altre sull'isola.
- Saint Tola's High Cross. Una croce del XII secolo a Dysert O'Dea presso il Castello di O'Dea mostra Cristo ed un vescovo incisi in altorilievo sul fronte orientale, con motivi geometrici ed ornamenti con animali sull'altro. Sul lato ovest, alla base, si trova il tema della Tentazione, con Adamo ed Eva inframmezzati dall'Albero della Conoscenza, mentre sul lato nord si trovano parti di una cerimonia con crociferi. Questa è un grandioso esempio del XIII secolo ma come si nota non utilizza il cerchio tipico delle croci celtiche.
- Le alte croci di Ahenny. Le due croci, realizzate in arenaria, sono datate all'VIII-IX secolo e sono tra le più antiche ad essere anellate. Ahenny, contea di Tipperary, al confine con Kilkenny, e sul sito monastico di Kilclispeen, o la chiesa di San Crispino
- Ardboe High Cross, una croce del X secolo presso Cookstown, erosa, che mostra 22 pannelli con scene del Vecchio e del Nuovo Testamento.
- St. Kevin's Cross, Glendalough, croce del XII secolo, ben conservata, realizzata in granito.
- South Cross, Kells, la meglio preservata tra le croci del X secolo.
- Doorty Cross, Kilfenora, Contea di Clare; XII secolo, raffigura un vescovo con due chierici.
- L'alta croce di Kilree, IX secolo, si dice fosse il luogo di sepoltura di Niall Caille, collocata a 4 km a sudest del Priorato di Kells, Contea di Kilkenny.
- Alte croci di Kilkieran, tre croci poste presso Ahenny, Contea di Tipperary: Plain Cross (disadorna), West Cross (con più ornamenti), Long Shaft Cross (con una lunga asta come decorazione).
- Le due alte croci di Moone, nella Contea di Kildare presso Moone. La croce più alta si crede sia stata scolpita tra il X e l'XI secolo. Essa è alta 5,33 metri.

## Galleria d'immagini

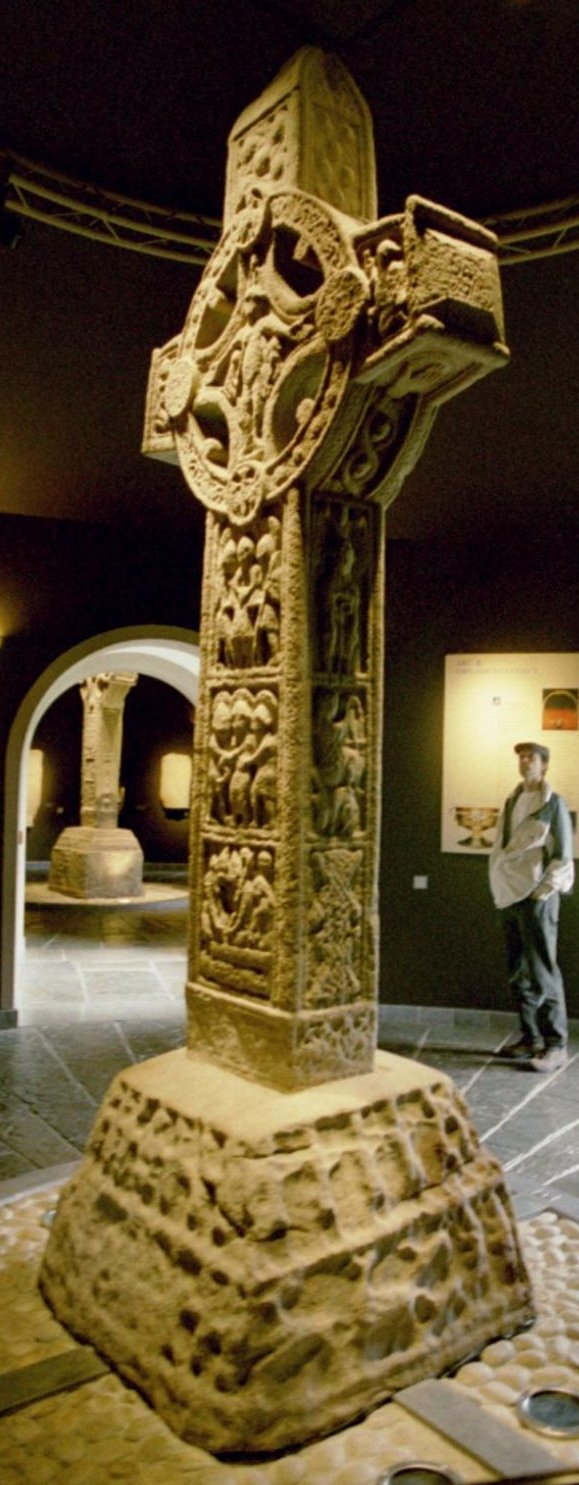
Croce delle Scritture (Clonmacnoise, Irlanda)
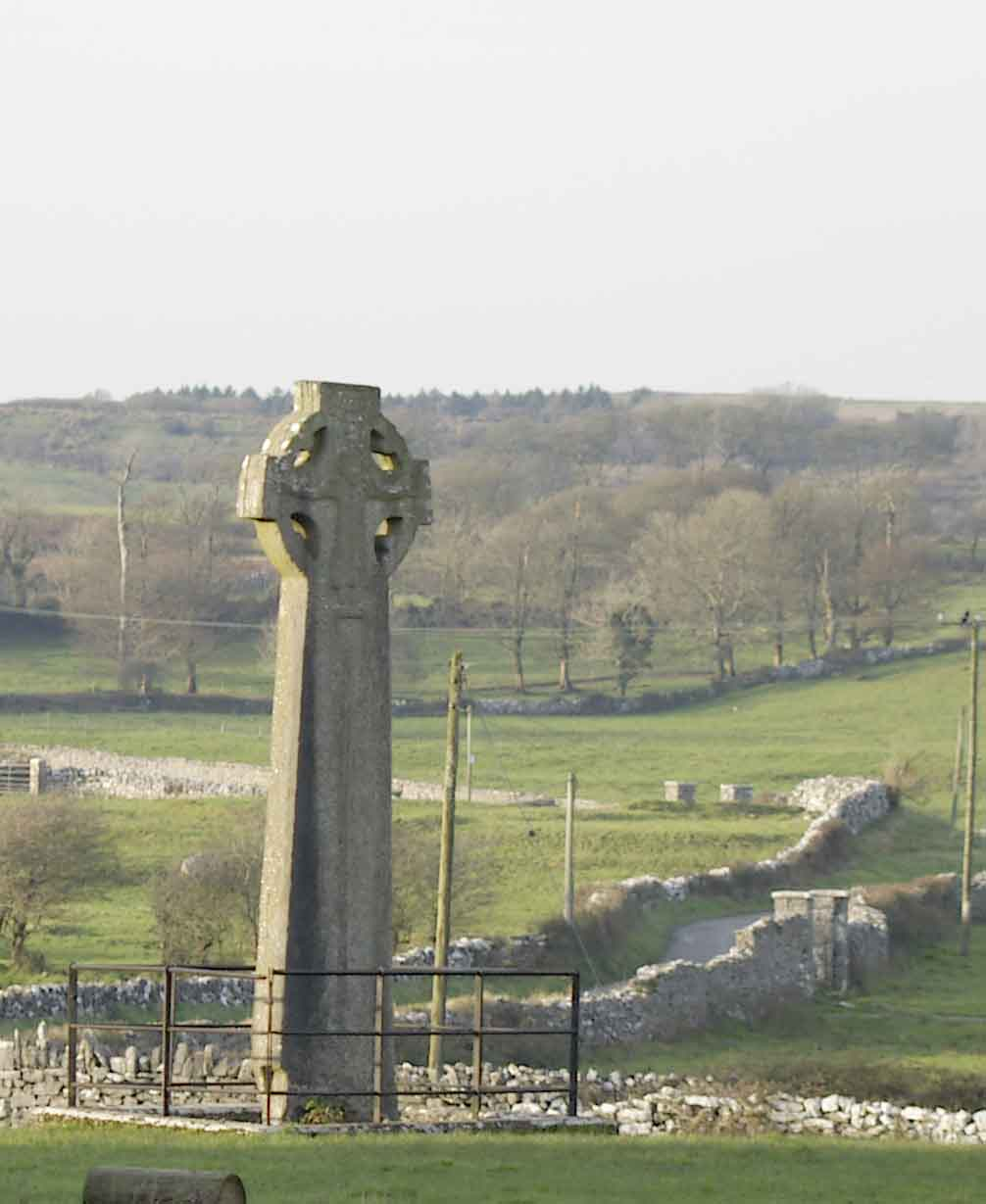
West cross (Kilfenora, Irlanda)
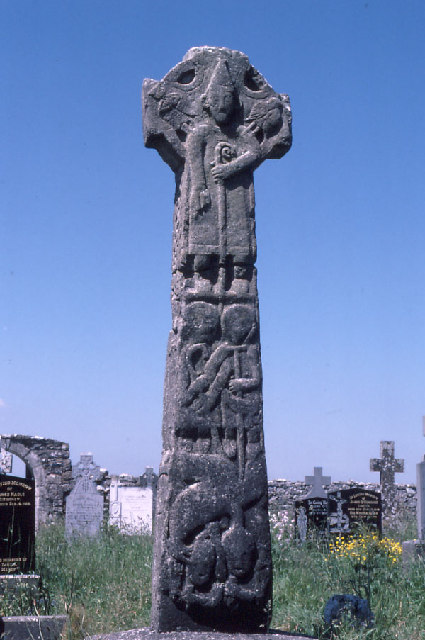
"Doorty Cross" (Kilfenora, Irlanda)
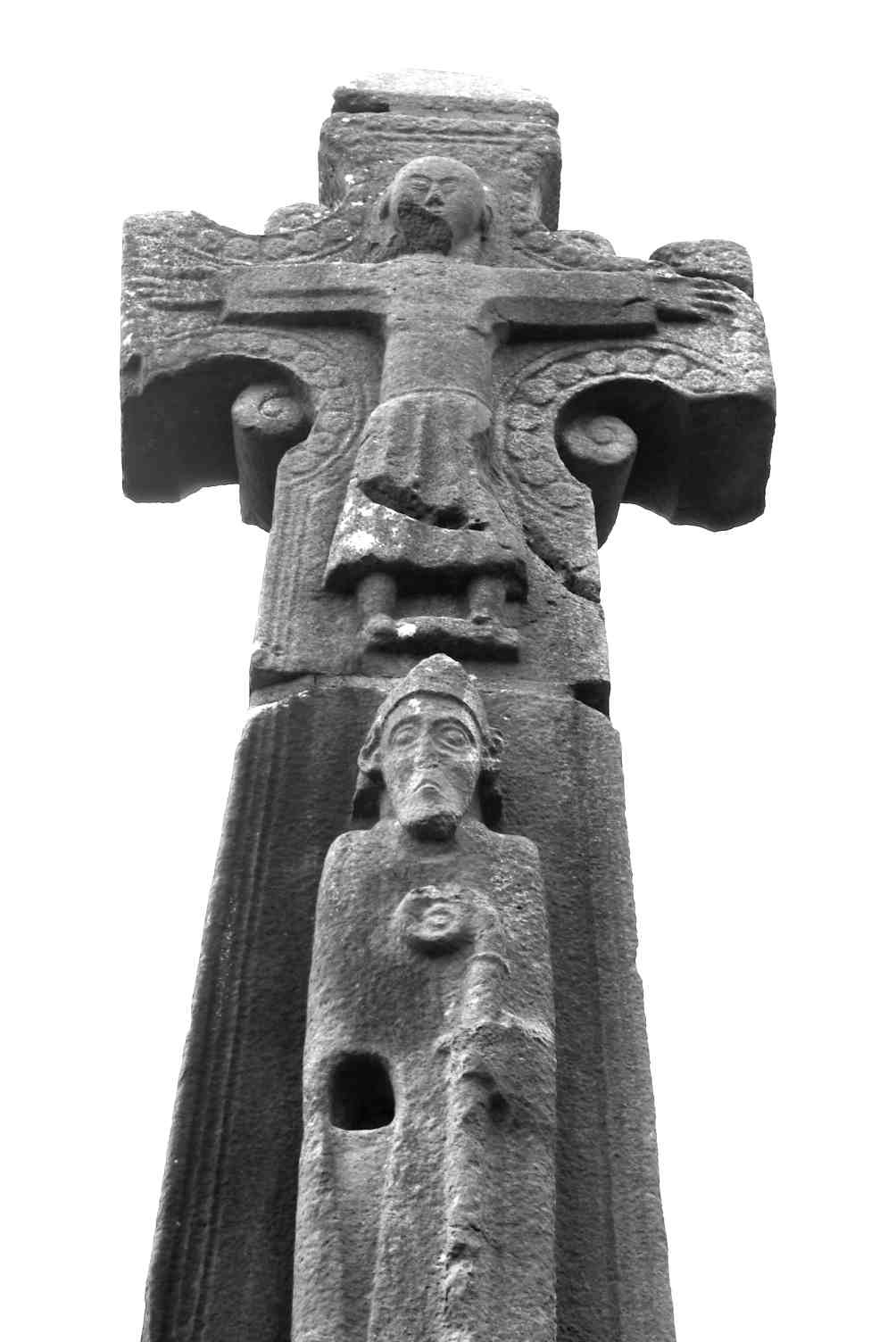
Saint Tola's Cross (Dysert O Dea, Irlanda)
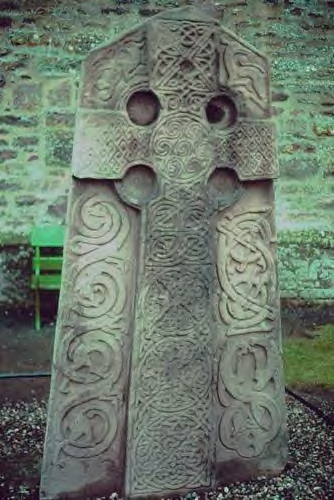
Kirkyard Stone, Class II Pictish cross-slab, Aberlemno, Scozia
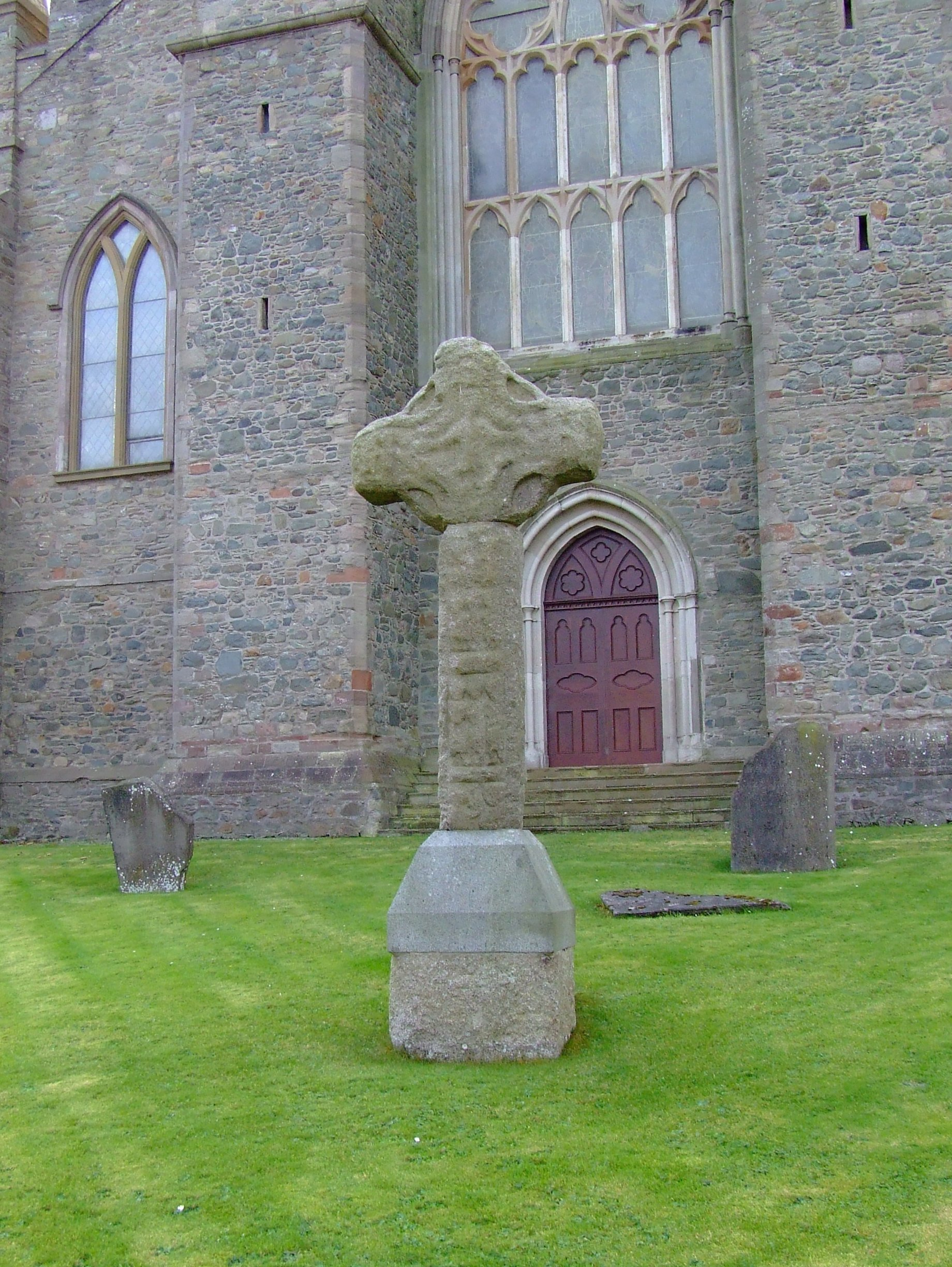
Downpatrick Cross (Downpatrick, Irlanda del Nord)
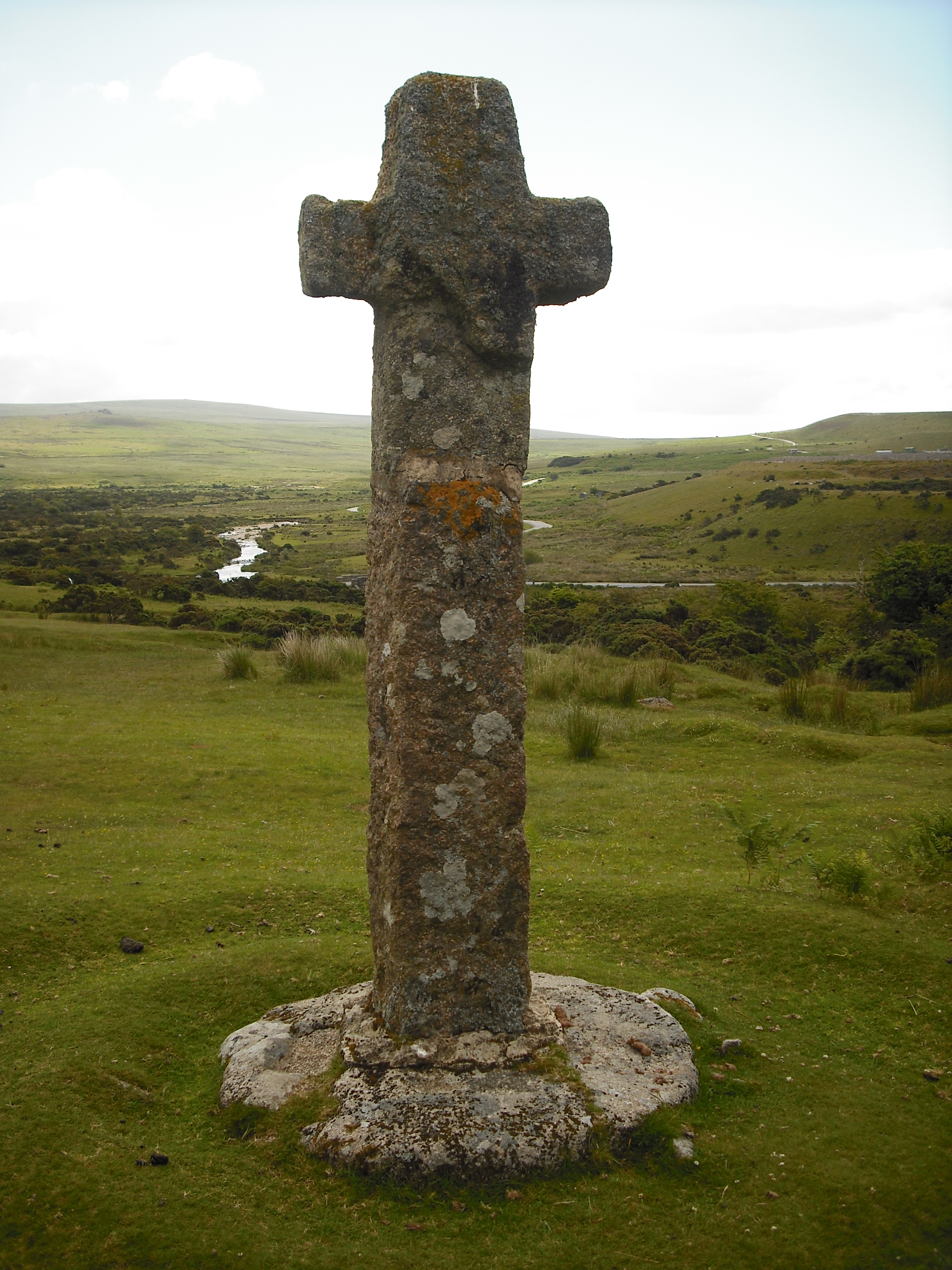
Cadover Cross, una delle Croci di Dartmoor (Dartmoor, Inghilterra)
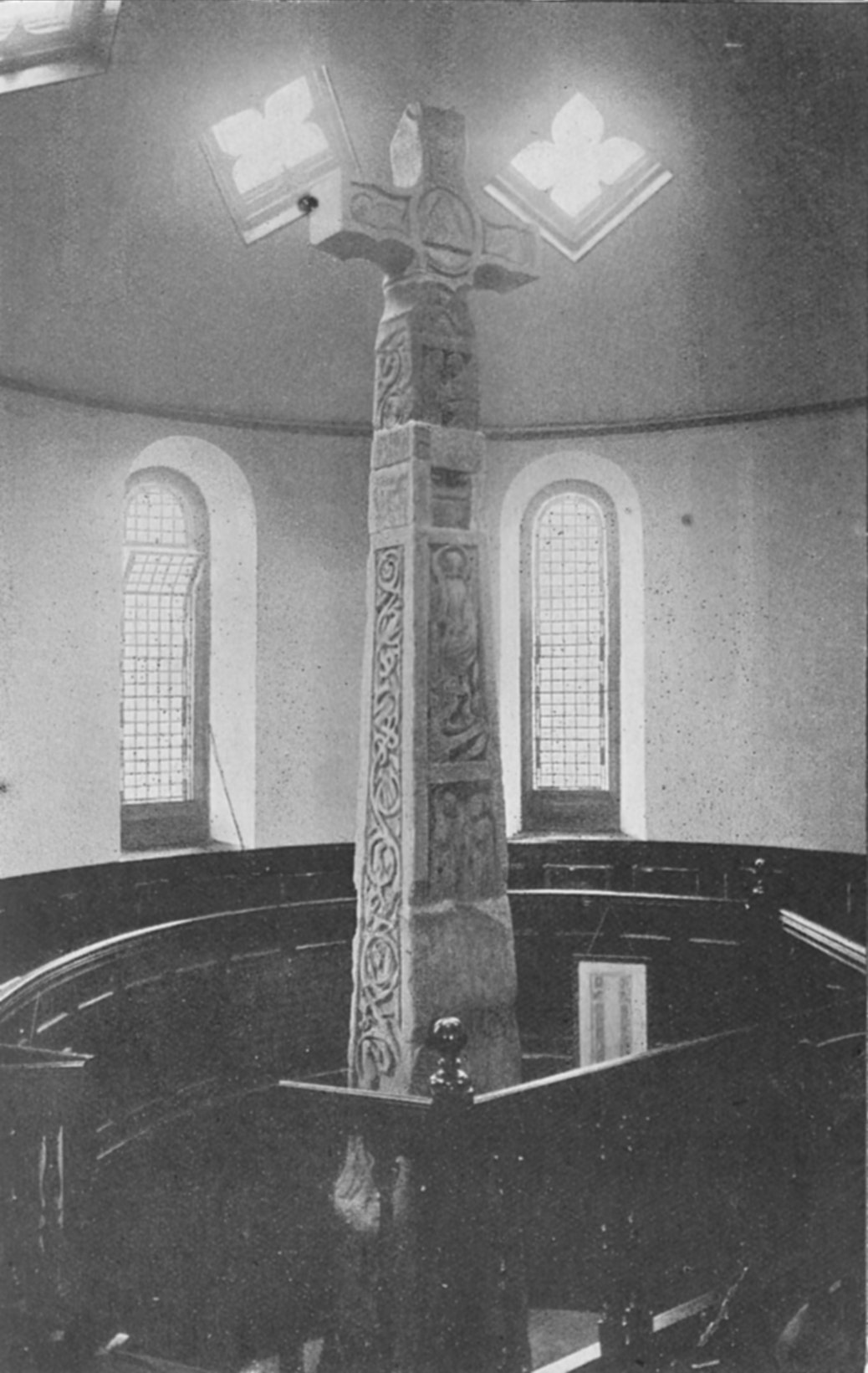
Ruthwell Cross (Ruthwell, Scozia)
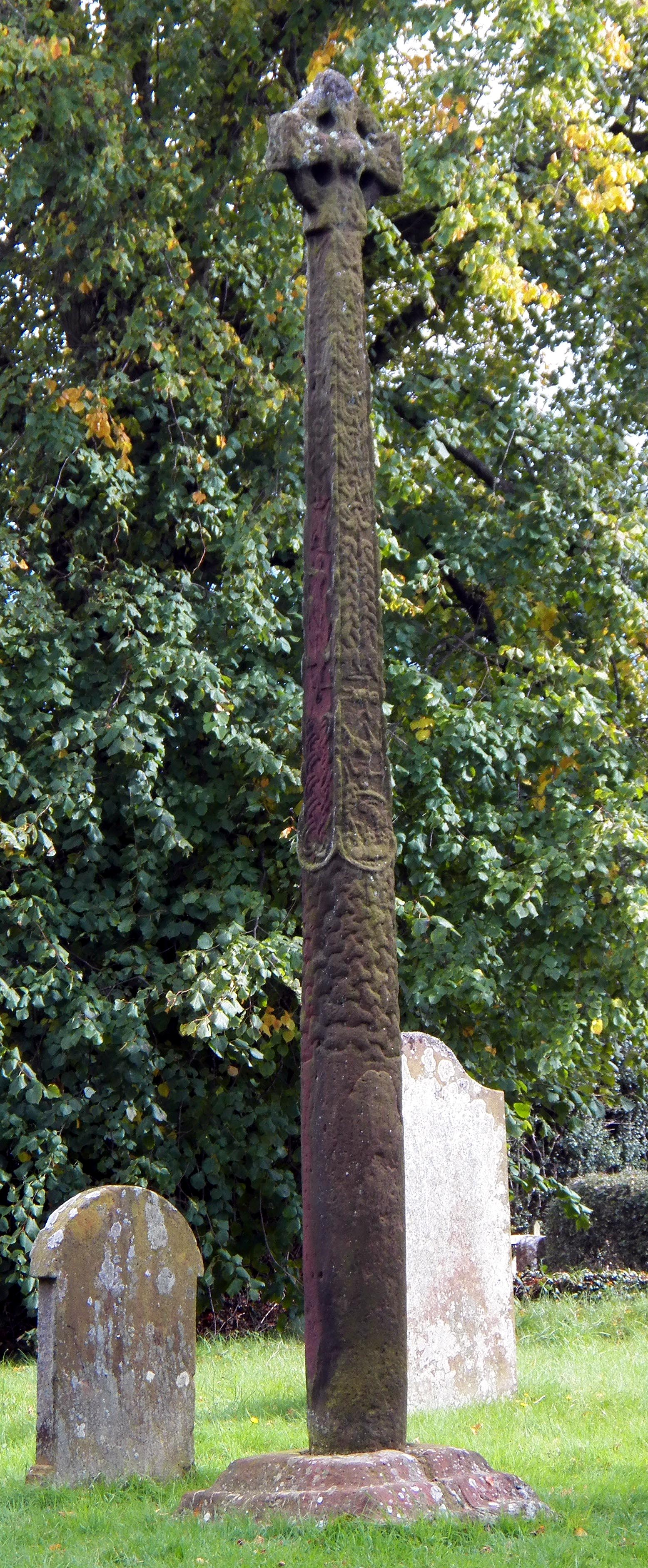
Gosforth, Cumbria
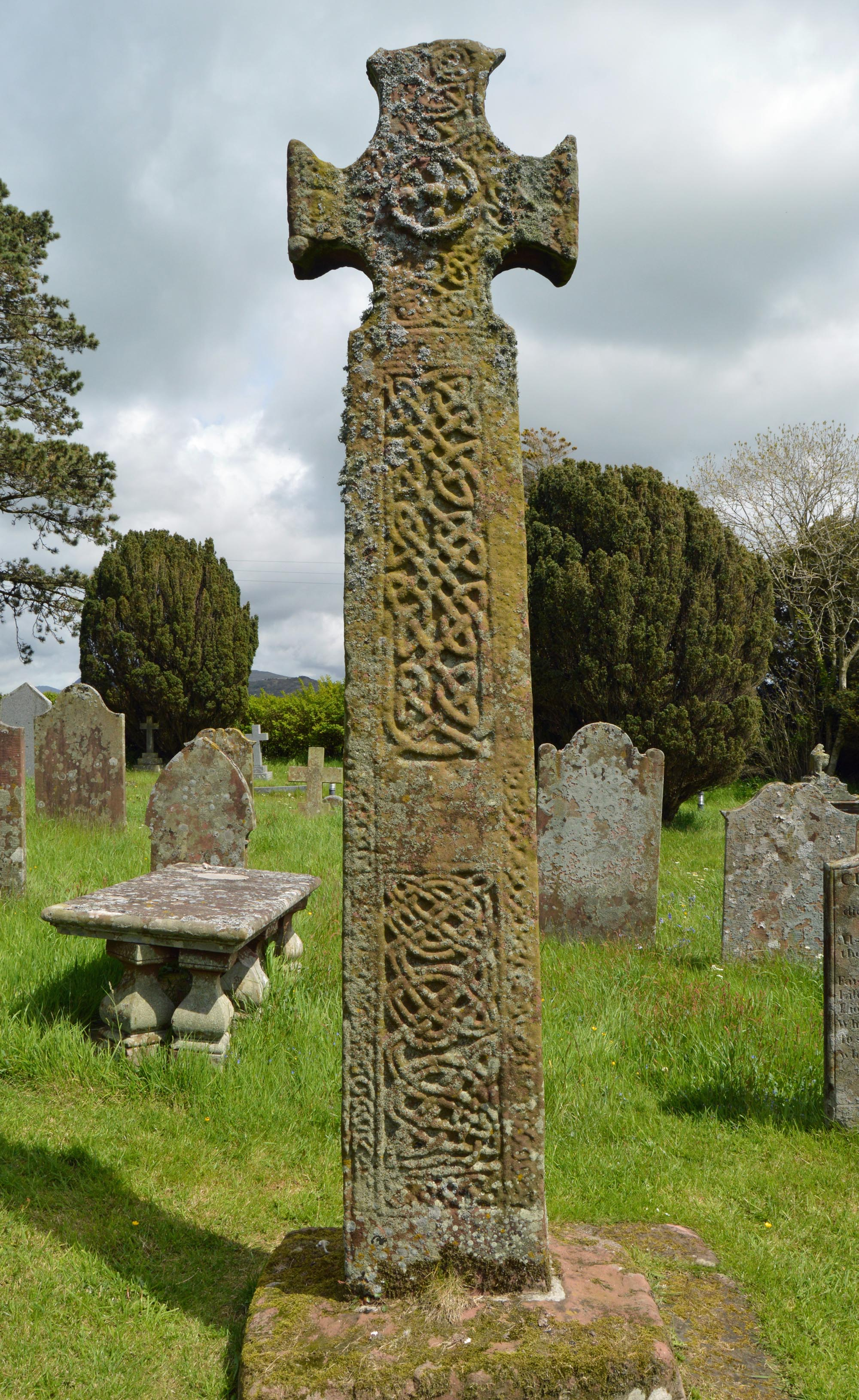
Irton, Cumbria
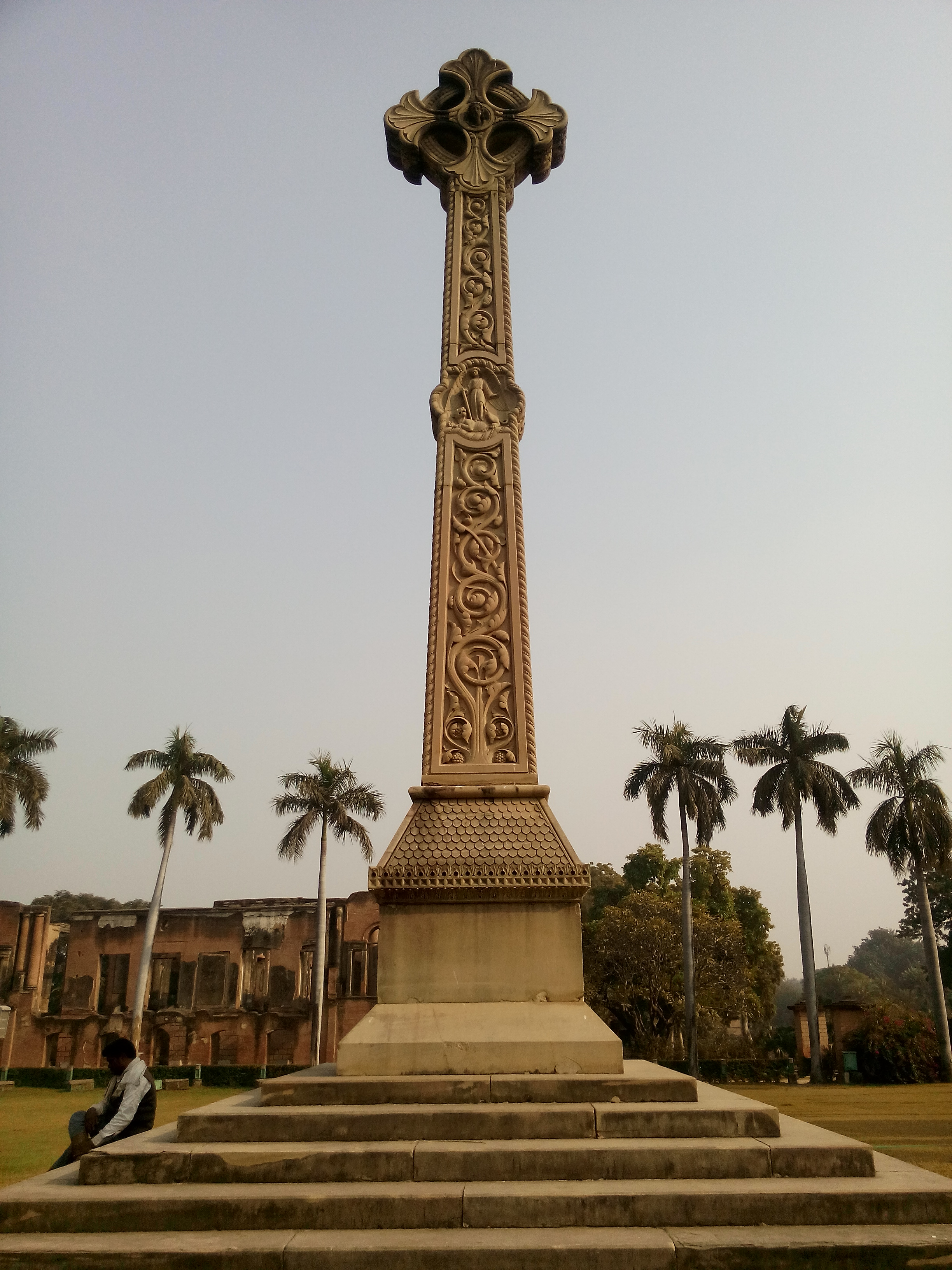
Sir Henry Lawrence Memorial a The Residency, Lucknow
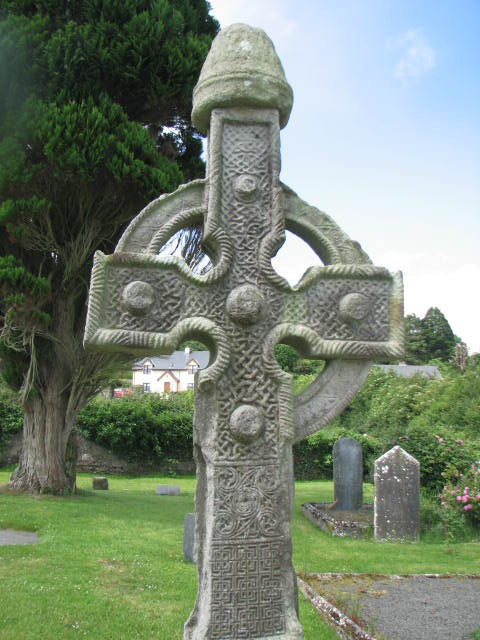
Alta Croce di Ahenny, North
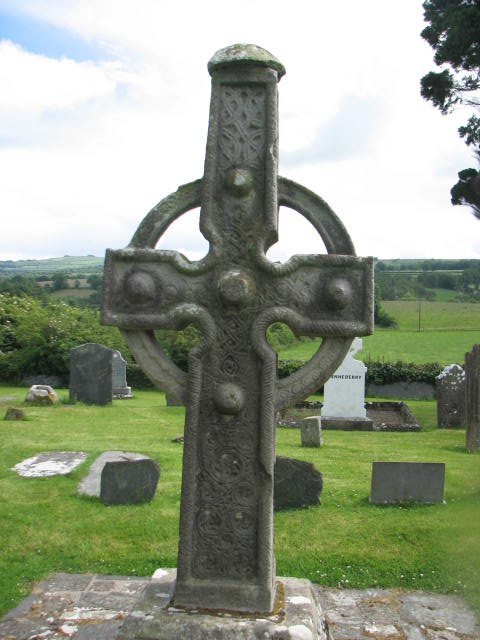
Alta croce di Ahenny
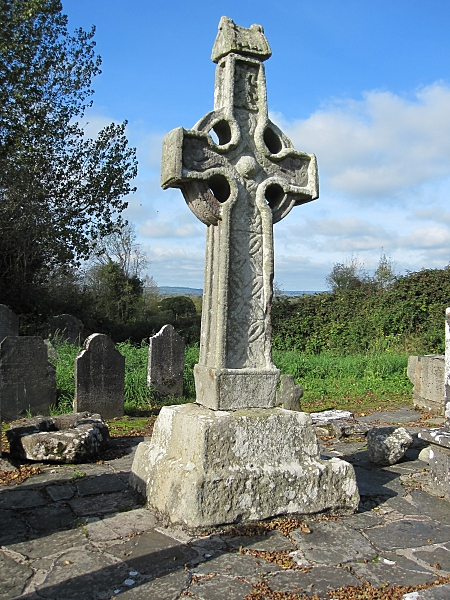
Killamery High Cross
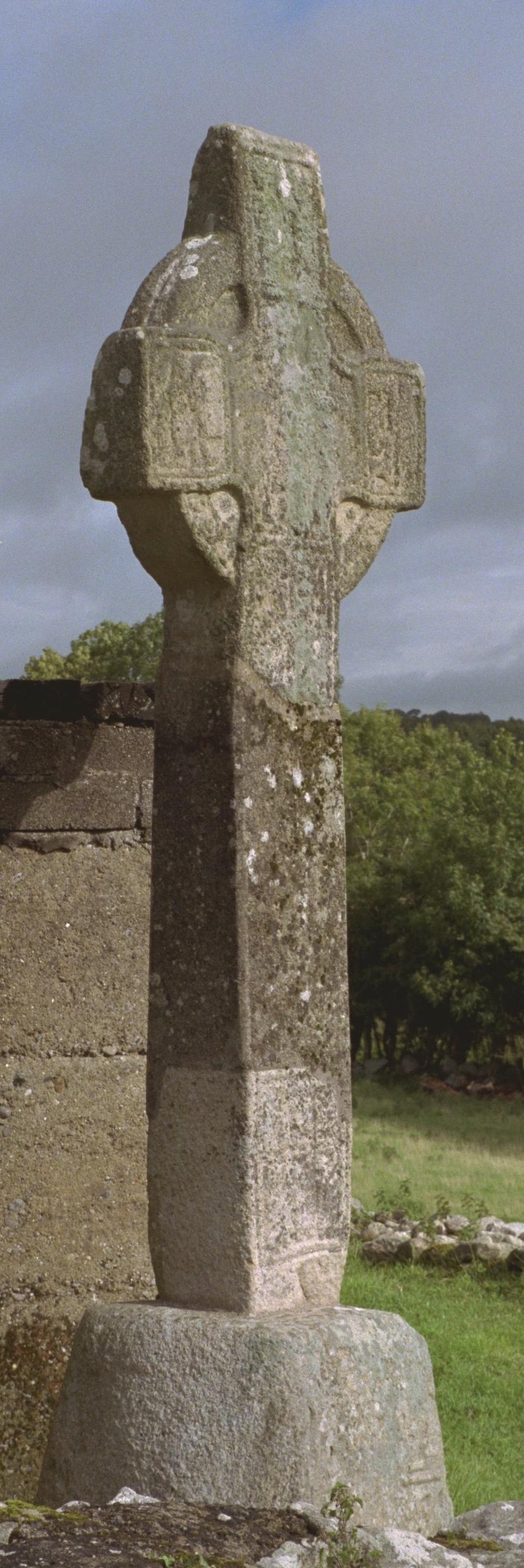
Alta croce di Ullard
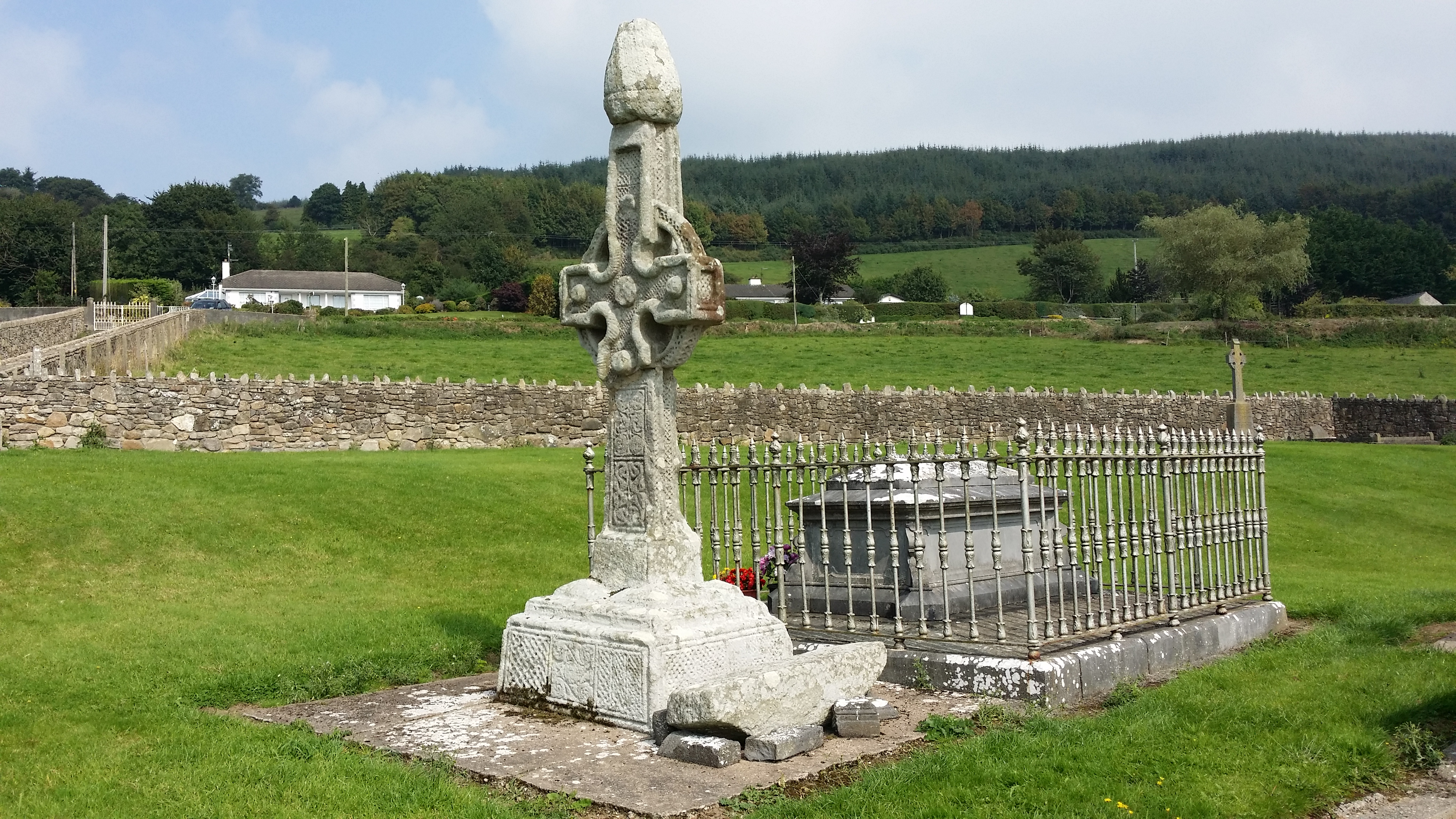
Alte croci di Kilkieran
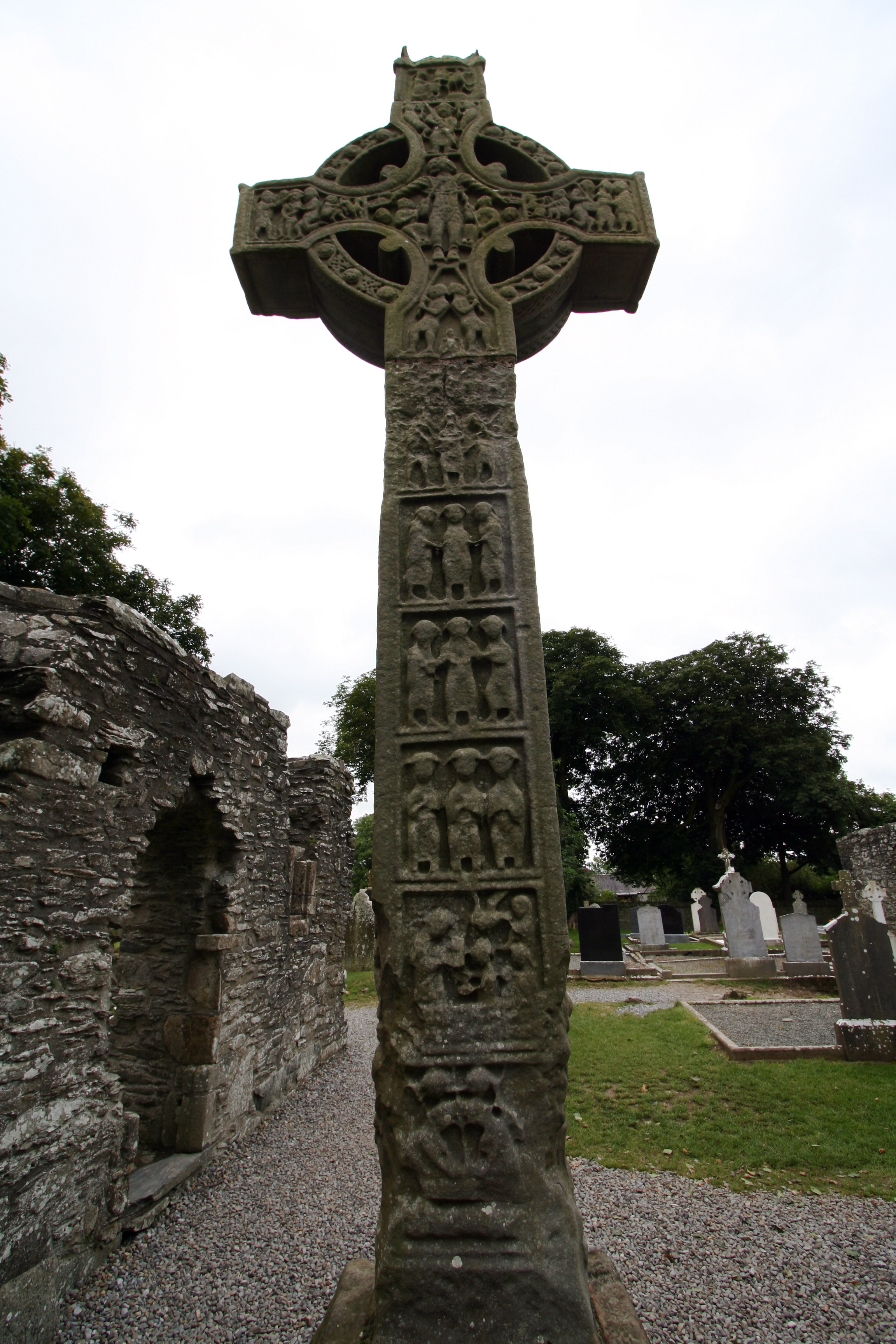
Alta croce di Monasterboice in Irlanda